# Трегардт, Луис
Луис Йоханнес Трегардт (Трехардт) (африк. Louis Johannes Tregardt; 1783, Канго, округ Свеллендам — 1838, бухта Делагоа) — бурский национальный герой, фермер с восточной границы Капской колонии, возглавивший один из первых походов фуртреккеров.

## Биография
Луис Йоханнес Трегардт — внук шведского моряка Карла-Густава Трегарда (Carolus Gustav Tregard), переселившегося в 1742 году в Капскую колонию (Kaapkolonie), пребывавшую тогда в руках Голландской Ост-Индской компании. В 1744 г. Карл-Густав женился на Сусанне Куун (Kuun). Их сын Карл-Юхан Трегард женился на Анне Элизабет Нель (Nel). 10 августа 1783 г. у них родился сын Луис. В 1786 году Трегардты и несколько других бурских семей основали на равнине в пустыне Карру, у подножия гор Снёберге, город Храфф-Рейнет. В 1795 г. жители Храфф-Рейнета на короткое время провозгласили бурскую республику, независимую от Голландской Ост-Индской компании и управляемую «народным голосом» (африк. Volkstem). Однако, всего через год британцы захватили Капскую колонию и расформировали Республику Храфф-Рейнет. Таковы были детские впечатления Луиса Трегардта.
4 ноября 1810 г. в Храфф-Рейнете была отпразднована свадьба Луиса Трегардта и Марты Элизабет Сусанны Боур (Bouwer)… Как и все Трегардты, Луис Трегардт негативно воспринимал английскую оккупацию и аннексию Нидерландской Южной Африки. Не признавая авторитет новоявленных колониальных властей, он в 1829 году предложил своему сыну Карлу переселился на земли племени коса. Вскоре после этого, перейдя вброд реку, позднее получившую имя Оранжевая, Карл Трегардт перебрался на нейтральную территорию, формально не принадлежавшую ни одной стране. В 1834 году и. о. квартирмейстера Капской провинции Гарри Смит отдал приказ об аресте «опасного агитатора» Луиса Трегардта. Умело маневрируя на просторах вельда, Луис Трегардт счастливо избежал ареста и вскоре присоединился к сыну.
В 1836 году началось путешествие Трегардтов на север, вместе с другим отрядом, который возглавил Ханс ван Ренсбург. Эти бурские переселенцы именовались «треккерами» или «фуртреккерами». Луис Трегардт повёл свою небольшую группу фуртреккеров на незанятые белыми территории Южной Африки и в течение года обосновался у подножия горы Соутпансберг (Soutpansberg).
В самой северной точке их маршрута болезнь убила многих поселенцев и скот. Не имея связи с последующими группами поселенцев, находясь вдали от поставщиков питания и покупателей слоновой кости, Трегардт покинул Соутпансбергское поселение и направился со своим отрядом на юго-восток — к португальскому очагу в бухте Делагоа. Дорога к океану оказалась невероятно сложной, в ходе её пришлось перейти по северному перевалу Драконовы горы. Хотя отряд дошёл до залива Делагоа, многие заболели по дороге малярией. В мае 1838 году умерла жена Луиса, а через полгода — и он сам скончался в предместье Лоренсу-Маркиша.
Из его многочисленных детей четверо дожили до совершеннолетнего возраста:
- Каролюс Йоханнес (1811—1901),
- Петрус Фредерик (1819—1860),
- Луис Густавус (1827—1891),
- Анна Элизабет (1832—1902).

В честь него в 1899 г. был назван город Луис-Тричард.
Дневник Луиса Трегардта, богатый историческими и этнографическими сведениями, является также одним их старейших письменных памятников языка африкаанс. Впервые был издан Г. Преллером в 1917 году. Был тщательно проанализирован лингвистами-африкаанс.